# 鹿児島県道479号国師境線
鹿児島県道479号国師境線（かごしまけんどう479ごう こくしさかいせん）は、鹿児島県霧島市から垂水市に至る一般県道である。

## 概要
鹿児島県霧島市福山町福地から同県垂水市牛根境に至る。

### 路線データ
- 起点：鹿児島県霧島市福山町福地（国道504号交点）
- 終点：鹿児島県垂水市牛根境（国道220号交点）

## 地理

### 通過する自治体
- 霧島市
- 垂水市

### 交差する道路
| 交差する道路 | 市町村名 | 交差する場所 | 交差する場所 |
| ------------ | -------- | ------------ | ------------ |
| 国道504号    | 霧島市   | 福山町福地   | 起点         |
| 国道220号    | 垂水市   | 牛根境       | 終点         |

### 沿線
- 垂水市立境小学校（終点付近）